# Eupithecia nachadira
Eupithecia nachadira är en fjärilsart som beskrevs av Brandt 1941. Eupithecia nachadira ingår i släktet Eupithecia och familjen mätare. Inga underarter finns listade i Catalogue of Life.